# Sonya Blade
Sonya Blade je lik u serijalu videoigara Mortal Kombat. Ona je poznata kao prvi ženski lik u Mortal Kombatu te kao jedan od prvih ženskih borbenih likova u povijesti videoigara.

## Lik
Policajka Sonya Blade jedna od glavnih junakinja u priči. Pojavljuje se u prvoj MK igri. Ona je član specijalnih postrojbi SAD-a, jako tvrdoglava i samouvjerena. Njen nadređeni i dobar prijatelj je bojnik Jackson "Jax" Briggs.
Sonya se jako brine za živote svojih prijatelja, a ubojica Kano je njen najveći neprijatelj, jer on stoji iza svega što ona prezire.

## Priča
Sonya i njen tim bili su u lovu na Kanoa, vođe Black Dragon organizacije. Nakon što je on uskočio na brod, slijedili su ga na maleni otok gdje se održavao Shang Tsungov turnir "Mortal Kombat" (hrv. "Smrtonosna bitka"). Usred vožnje naišli su na Tsungove osobne zaštitare. Kako bi sačuvala svoj tim, Sonya je odlučila sudjelovati na turniru. Međutim, Shang Tsung nije imao namjeru ispuniti svoje obećanje te je ubio njezine jedinice te, nakon što ga je porazio Liu Kang, oteo je Sonyu i Kanoa i odveo ih caru vanjskog svijeta Shao Khanu kako bi ga umirio.